# Friedrich Domin
Friedrich Domin (Beuthen, 1902. május 15. – München, 1961. december 18.) német színész, színházi színész és filmszínész. 1939 és 1961 között 63 filmben szerepelt.